# Mesodon
Mesodon é um género de gastrópode  da família Polygyridae.
Este género contém as seguintes espécies:
- Mesodon altivagus (Pilsbry, 1900)
- Mesodon andrewsae W. G. Binney, 1879
- Mesodon archeri
- Mesodon clausus (Say, 1821)
- Mesodon clenchi (Rehder, 1932)
- Mesodon elevatus (Say, 1821)
- Mesodon jonesianus (Archer, 1938)
- Mesodon mitchellianus (I. Lea, 1839)
- Mesodon normalis (Pilsbry, 1900)
- Mesodon sanus (Clench & Archer, 1933)
- Mesodon thyroidus (Say, 1816)
- Mesodon trossulus Hubricht, 1966
- Mesodon zaletus (A. Binney, 1837)